# Ле-Кле (Во)
Ле-Кле (фр. Les Clées) — місто  в Швейцарії в кантоні Во, округ Юра-Нор-Водуа.

## Географія
Місто розташоване на відстані близько 80 км на захід від Берна, 26 км на північний захід від Лозанни.
Ле-Кле має площу 7 км², з яких на 5,3% дозволяється будівництво (житлове та будівництво доріг), 24% використовуються в сільськогосподарських цілях, 70,2% зайнято лісами, 0,6% не є продуктивними (річки, льодовики або гори).

## Демографія
2019 року в місті мешкало 185 осіб (+11,4% порівняно з 2010 роком), іноземців було 11,9%. Густота населення становила 26 осіб/км².
За віковим діапазоном населення розподілялося таким чином: 19,5% — особи молодші 20 років, 58,9% — особи у віці 20—64 років, 21,6% — особи у віці 65 років та старші. Було 79 помешкань (у середньому 2,3 особи в помешканні).
Із загальної кількості 31 працюючого 5 було зайнятих в первинному секторі, 11 — в обробній промисловості, 15 — в галузі послуг.